# Контуберний
Контуберний (от лат. contubernium, дословно — «сопалатники») — боевое и административное подразделение древнеримской армии.

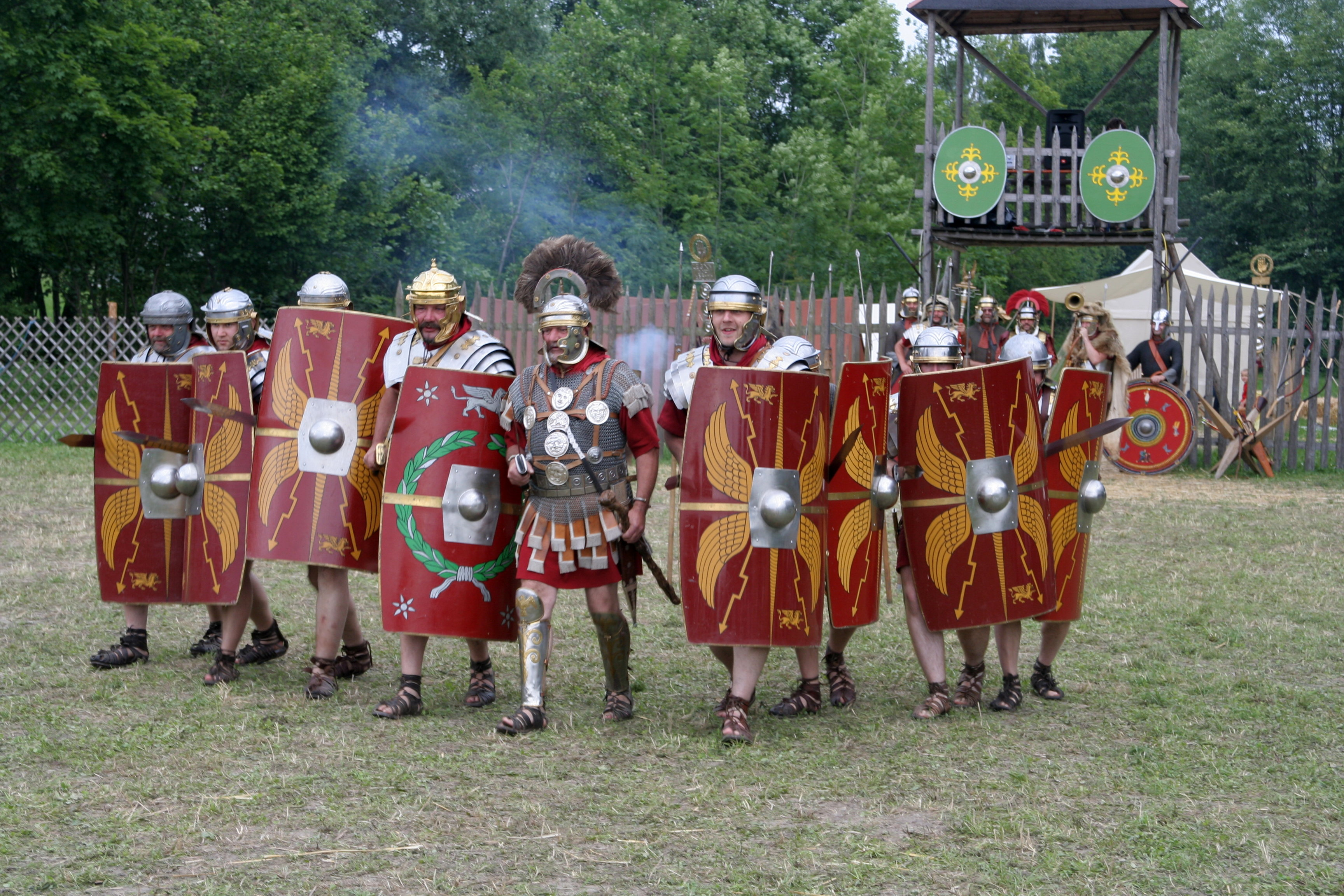
Контуберний с деканом во время атаки. Современная реконструкция

## Этимология
Слово contubernium происходит от латинских лексем con, «вместе», и taberna, «хижина»: военные палатки в те времена возводились из досок, tabulae. Солдат одного контуберния называли контуберналами.

## Общая информация
Контуберний (contubernium) являлся мельчайшей тактической единицей в структуре вооружённых сил Древнего Рима. Комплектовался контуберний 8—10 солдатами. Начальником контуберния был декан (в переводе с латинского — «десятник», «старший над десятью людьми»). Во время походов личный состав контуберния располагался в одной палатке. При казарменном размещении — в одной комнате, также именуемой контубернием (contubernium). Он имел вытянутое углубление в полу передней комнаты, 3 метра длиной и 0,9 метра шириной. Каждый контуберний позволял разместить трех всадников и трех лошадей.
Десять контуберниев составляли центурию. Поскольку общей кухни в римской армии не было, каждый контуберний сам готовил себе еду. В ежедневный рацион входило свежее мясо, фрукты, овощи, пшеничный хлеб и оливковое масло.
Аналогичное подразделение римской кавалерии называлось декурия.

## История
Изначально контуберний состоял из десяти солдат. Гай Юлий Цезарь сократил число подразделения до восьми. Однако командир контуберния по-прежнему именовался деканом. Соответственно, центурия состояла уже из восьмидесяти человек.

## Византийский контуберний
Византия унаследовала военные традиции Рима. В Византийской армии контуберний — это воинское подразделение численностью около десяти солдат, имевших близкое расположение в боевом строю, маршевой колонне, и в условиях лагерной стоянки, где они выстраиваясь друг к другу затылком. Они жили в одной палатке и питались из одного котла. Начальником византийского контуберния был архонт.